# Johann Christoph Pez
Johann Christoph Pez, Petz (ur. 9 września 1664 w Monachium, zm. 25 września 1716 w Stuttgarcie) – niemiecki kompozytor, instrumentalista i śpiewak.

## Życiorys
Ukończył naukę w gimnazjum jezuickim w Monachium, gdzie był członkiem szkolnego chóru i orkiestry. W 1687 roku został dyrygentem chóru w monachijskim kościele św. Piotra, a w następnym roku muzykiem na dworze księcia elektora Maksymiliana II Emanuela. Między 1689 a 1692 rokiem przebywał w Rzymie. Po powrocie do Niemiec przebywał ponownie w latach 1692–1694 w Monachium, a w 1694 roku wyjechał do Bonn, gdzie otrzymał od kardynała Józefa Klemensa Wittelsbacha zadanie reorganizacji jego nadwornej kapeli. W latach 1701–1706 po raz kolejny działał jako muzyk na dworze monachijskim, a od 1706 roku był kapelmistrzem na dworze w Stuttgarcie. Jego córka Maria Anna została śpiewaczką, natomiast syn Franz Anton skrzypkiem i trębaczem.
W swojej twórczości pozostawał pod wpływem muzyki włoskiej. Skomponował m.in. zbiór 12 sonat Duplex Genius sive Gallo-Italus Instrumentorum Concentus na 2 skrzypiec, archiviolę i basso continuo, ponadto był autorem utworów wokalno-instrumentalnych o charakterze religijnym oraz dzieł scenicznych.